# Aechmea triticina
Aechmea triticina är en gräsväxtart som beskrevs av Carl Christian Mez. Aechmea triticina ingår i släktet Aechmea och familjen Bromeliaceae. Inga underarter finns listade i Catalogue of Life.